# Marion megye (Arkansas)
Marion megye az Amerikai Egyesült Államokban, azon belül Arkansas államban található. Megyeszékhelye Yellville, legnagyobb városa Bull Shoals. Lakosainak száma 16 826 fő (2020. április 1.). Marion megye Ozark, Searcy, Baxter, Taney és Boone megyékkel határos.

## Népesség
A megye népességének változása:
| Lakosok száma | 16 641 | 16 634 | 16 599 | 16 430 | 16 185 | 16 826 |
|               | 2010   | 2011   | 2012   | 2013   | 2015   | 2020   |